# Vrooom Vrooom
Albums de King Crimson
Heavy ConstruKction
(2000) Ladies of the Road
(2002)
Vrooom Vrooom est un album live de King Crimson sorti en 2001.

## Titres
Toutes les chansons sont d'Adrian Belew, Bill Bruford, Robert Fripp, Trey Gunn, Tony Levin et Pat Mastelotto, sauf indication contraire.

### Disque 1
Toutes les pistes de ce disque ont été enregistrées au Metropolitan Theater de Mexico entre le 2 et le 4 août 1996, hormis Biker Babes of the Rio Grande, enregistrée au Longacre Theater de New York en novembre 1995.
1. Vrooom Vrooom – 5:01
2. Marine 475 – 2:44
3. Dinosaur – 5:05
4. B'Boom – 4:51
5. Thrak – 6:39
6. The Talking Drum (Bruford, Cross, Fripp, Muir, Wetton) – 4:03
7. Larks' Tongues in Aspic (Part II) (Fripp) – 6:13
8. Neurotica (Belew, Bruford, Fripp, Levin) – 3:40
9. Prism (Favre) – 4:24
10. Red (Fripp) – 7:03
11. Biker Babes of the Rio Grande – 2:27
12. 21st Century Schizoid Man (Fripp, Giles, Lake, McDonald, Sinfield) – 7:37

### Disque 2
Toutes les pistes de ce disque ont été enregistrées au Longacre Theater de New York entre le 20 et le 25 novembre 1995, hormis Walking on Air, enregistrée au Wiltern Theater de Los Angeles le 30 juin.
1. Conundrum – 1:57
2. Thela Hun Ginjeet (Belew, Bruford, Fripp, Levin) – 6:44
3. Frame by Frame (Belew, Bruford, Fripp, Levin) – 5:12
4. People – 6:12
5. One Time – 5:52
6. Sex Sleep Eat Drink Dream – 4:55
7. Indiscipline (Belew, Bruford, Fripp, Levin) – 7:16
8. Two Sticks (Gunn, Levin) – 1:50
9. Elephant Talk (Belew, Bruford, Fripp, Levin) – 5:14
10. Three of a Perfect Pair (Belew, Bruford, Fripp, Levin) – 4:16
11. B'Boom – 3:47
12. Thrak – 6:43
13. Free as a Bird (Harrison, Lennon, McCartney, Starr) – 3:03
14. Walking on Air – 5:35

## Musiciens
- Robert Fripp : guitare
- Adrian Belew : guitare, voix, paroles
- Tony Levin : basse, contrebasse électrique, Chapman stick
- Trey Gunn : Warr guitar
- Bill Bruford : batterie, percussions
- Pat Mastelotto : batterie, percussions